# Anja Klinar
Anja Klinar, slovenska plavalka, * 3. april 1988, Jesenice, Slovenija.

## Športna kariera
Plavati je začela pri petih letih na Jesenicah, z osmimi leti je prestopila v radovljiški plavalni klub, kjer je še vedno pod vodstvom trenerja Mihe Potočnika.
V mladinski konkurenci je postavljala državne rekorde in osvajala naslove državne prvakinje, svoj prvi veliki uspeh je doživela na olimpijskem festivalu mladih leta 2001, ko je zmagala v disciplini 200 m mešano. Leta 2003 je postala mladinska evropska prvakinja na 400 m mešano, leto kasneje pa prvakinja v disciplini 200 m mešano. Istega leta je osvojila svojo prvo medaljo na članskih prvenstvih, in sicer bron v disciplini 40 0m mešano na evropskem prvenstvu v Madridu, skupaj s Saro Isakovič pa je bila tudi najmlajša udeleženka slovenske olimpijske reprezentance za Olimpijskih igrah 2004 v Atenah, kjer je s šestnajstimi leti osvojila 13. mesto.
Leta 2005 je na sredozemskih igrah osvojila zlato in srebrno medaljo. Na evropskih prvenstvih se je redno uvrščala v finale, vendar ji dolgo časa ni uspelo osvojiti medalje. Na Olimpijskih igrah 2008 v Pekingu je z novim državnim rekordom osvojila 16. mesto na 400 m mešano. Na evropskem prvenstvu v olimpijskem bazenu leta 2010 je osvojila četrto mesto, nekaj mesecev kasneje pa je bila srebrna na evropskem prvenstvu v kratkih bazenih.
V letih 2009 in 2010 je bila razglašena za slovensko plavalko leta.

## Plavalni dosežki

### Evropska in svetovna prvenstva
- 2. mesto - 400 m mešano - EP Eindhoven 2010
- 4. mesto - 400 m mešano - EP Budimpešta 2010
- 1. mesto - 400 m mešano - SI Pascara 2009
- 1. mesto - 200 m mešano - SI Almeria 2005
- 3. mesto - 400 m mešano - EP Madrid 2004

### Olimpijske igre
- 16. mesto - 400 m mešano - OI Peking 2008
- 13. mesto - 400 m mešano - OI Atene 2004